# Хајденрод
Хајденрод (њем. Heidenrod) општина је у њемачкој савезној држави Хесен. Једно је од 17 општинских средишта округа Рајнгау-Таунус. Према процјени из 2010. у општини је живјело 7.939 становника. Посједује регионалну шифру (AGS) 6439005.

## Географски и демографски подаци
Хајденрод се налази у савезној држави Хесен у округу Рајнгау-Таунус. Општина се налази на надморској висини од 361 метра. Површина општине износи 95,9 km². У самом мјесту је, према процјени из 2010. године, живјело 7.939 становника. Просјечна густина становништва износи 83 становника/km².

## Међународна сарадња
| Мјесто | Држава    | Врста сарадње | Од    |
| ------ | --------- | ------------- | ----- |
| Мад    | Мађарска  | партнерство   | 1994. |
|        | Француска | партнерство   | 1984. |
| Извор  |           |               |       |